# کارمراکوچ
کارمراکوچ (ارمنی: Կարմրակուճ) یک منطقهٔ مسکونی در جمهوری آرتساخ است که در استان هادروت واقع شده‌است.